# Küsten-Waldschabe
Die Küsten-Waldschabe (Capraiellus panzeri, Syn.: Ectobius panzeri) ist eine europäische Art der Waldschaben.

## Merkmale
Capraiellus panzeri ist eine kleine Waldschaben-Art. Männchen erreichen eine Körperlänge von 9,3 bis 9,5 Millimeter, Weibchen bis 7 Millimeter. Bei der Art sind, wie typisch für die Gattung, die Männchen voll geflügelt und flugfähig, die Deckflügel (Tegmina) erreichen das Hinterleibsende oder überragen es ein wenig. Die Flügel der Weibchen sind deutlich verkürzt und am Hinterrand gerade quer abgestutzt (selten hinten kaum merklich ausgerandet), sie erreichen das zweite oder dritte Segment des Hinterleibs. Ihre Hinterflügel sind zu rudimentären, lappenartigen Anhängseln reduziert. Die Art ist in der Grundfarbe sandfarben hell gelblich gefärbt, Weibchen etwas dunkler als die Männchen, der Körper kann in beiden Geschlechtern aber auch mehr oder weniger stark verdunkelt sein. Er ist meist in unterschiedlicher Ausdehnung bräunlich gefleckt, oft mit einer Doppelreihe dunkler Flecke auf dem Hinterleib. Der Halsschild trägt in der Regel, neben braunen Flecken, beiderseits der Mittellinie eine gebogene, dunkle Längslinie, so dass sich eine leierförmige Zeichnung ergibt. Junge Nymphen sind, wie bei vielen verwandten Arten, überwiegend schwarz gefärbt mit einer sehr auffallenden, weißen Querbinde auf dem hinteren Rumpfabschnitt (Metanotum). Ältere Nymphen sind vor dieser Querbinde überwiegend hell gefärbt mit zwei markanten, dunklen Längsbändern über den gesamten Rumpf. Die Oothek, die das Weibchen längere Zeit am Hinterleib mit sich herumträgt, ist glatt, ohne Längsleisten.
Für eine sichere Artbestimmung, insbesondere zur Unterscheidung von den anderen Vertretern der Gattung, sind die Begattungsorgane am Hinterleib und die Form und Ausgestaltung der Drüsengrube auf dem Hinterleib zu vergleichen. In Nord- und Nordwesteuropa gibt es keine ähnlichen Arten, hier ist die Art aufgrund ihrer Größe, Färbung und der Ausbildung der Flügel unverkennbar.
Die Arten der Gattung Capraiellus fallen gegenüber anderen Waldschaben (etwa der Gattung Ectobius) dadurch auf, dass die asymmetrisch ausgebildeten, männlichen Begattungsorgane bei ihnen spiegelbildlich vertauscht erscheinen: Die sonst auf der linken Körperseite ausgebildeten Strukturen liegen rechts, und umgekehrt.

## Verbreitung
Die Art ist nachgewiesen aus Südwest- und Westeuropa, in der Regel in Küstennähe. Nachweise liegen vor aus Spanien, Portugal, Frankreich, Süd-England (bis ins südlichste Wales), den Niederlanden, Belgien, Luxemburg, Dänemark, Deutschland, außerdem von der Insel Madeira sowie ein Einzelfund aus dem Rif-Gebirge in Marokko, Nordafrika. In Deutschland kommt die Art fast nur auf den Nordseeinseln Sylt und Amrum vor, ein Einzelfund von der Ostseeküste gelang erst 2014 in Warnemünde. Alte Fundortangaben aus dem Binnenland (vor 1920) wurden seit langer Zeit nicht bestätigt und gelten überwiegend als unglaubwürdig.

## Biologie und Lebensweise
Die Art bildet eine Generation pro Jahr (univoltin). Die Jungtiere schlüpfen in England im April oder Mai, die fünf Nymphenstadien werden bis Juli oder August durchlaufen. Die Imagines leben dann bis Ende September oder Anfang Oktober. Die Art lebt vor allem in Küstendünen und an Kiesstränden, sie tritt aber gelegentlich auch in küstenferneren Habitaten wie Kalktrockenrasen und trockenen Zwergstrauchheiden, selten sogar in Wäldern, auf.

## Taxonomie
Die Art wurde als Ectobius panzeri von dem britischen Entomologen James Francis Stephens in seinem Werk Illustrations of British Entomology. – Mandibulata VI (1835) erstbeschrieben. Der Name ehrt den deutschen Naturforscher Georg Wolfgang Franz Panzer. Für eine drei Arten umfassende Artengruppe, die diese Art umfasst, stellte Kurt Harz 1976 die Untergattung Capraiellus auf, die 2013 von Horst Bohn und Kollegen in den Gattungsrang erhoben wurde. Capraiellus panzeri ist deren Typspezies.